# Österreichischer Curling Verband
Der Österreichische Curling Verband (ÖCV) ist die Interessenvereinigung sämtlicher Curling-Vereine Österreichs und Mitglied der World Curling Federation.

## Aufgaben
- Die Förderung und Verbreitung des Curlingsportes in Österreich. Interessen seiner Mitglieder im In- und Ausland zu repräsentieren und die Sportart gegenüber den internationalen Curling-Organisationen zu vertreten.

- Österreichische und regionale Meisterschaften und Verbandsspiele zu organisieren. Seine Mitglieder damit beauftragen, internationale Wettkämpfe und Meisterschaften im Ausland zu beschicken, auftrags der internationalen Fachverbände internationale Wettkämpfe in Österreich organisieren.

## Geschichte
Der ÖCV wurde am 11. Juli 1980 in Kitzbühel gegründet. Erster Verbandspräsident wurde Günther Hummelt der bis zu seinem Tod im Juli 2010 im Amt blieb. Damaliger Stellvertreter war der Präsident des Kitzbühel Curling Club, Dieter Küchenmeister. Bereits 1981 nahmen je eine Damen- und eine Herrenmannschaft an den Europameisterschaften in Grindelwald teil. Im Jahre 1982 schafften die Damen die WM-Qualifikation im schottischen Kirkcaldy und in den Spielen gegen England und Frankreich schafften auch die Herren die Qualifikation für die WM 1983.
Wie in verschiedenen anderen Ländern Mitteleuropas wurde der Curling-Sport auch in Österreich durch schottische Wintersportgäste erstmals vorgestellt. Schon in den 30er-Jahren spielten Schotten hinter dem Grand Hotel in Kitzbühel Curling, doch die Einheimischen interessierten sich damals nicht für diesen neuen Wintersport.
Erst als im Winter 1951/52 der Kurdirektor von Kitzbühel, Baron von Menshengen, den schottischen Coach Jimmy Fleming, nach Kitzbühel brachte und der Fremdenverkehrsverband Steine und Besen kaufte und zunächst eine, später drei Eisbahnen vorbereitete, fasste Curling auch in Österreich Fuß.
1955 wurde der „Kitzbühel Curling Club“ (KCC) gegründet und es begannen auch Einheimische diesen Sport auszuüben. Zahlreiche Turniere wurden ausgeschrieben und viele schottische Sportler kamen, um in Kitzbühel Curling zu spielen.
Ähnliche Bemühungen startete man damals auch in St. Anton am Arlberg, St. Johann in Tirol und Seefeld, einzig der Kitzbühel Curling Club wurde aber Mitglied im RCCC (Royal Caledonian Curling Club – dem „Mutterclub“) und nur in Kitzbühel nahm die Zahl der Curler zu. Anfang 1960 stießen dann zahlreiche ehemalige Eishockeyspieler in Kitzbühel zu den Curlern, und es konnte ein weiterer Aufschwung vermerkt werden.
Zwischenzeitlich übersiedelten die Curler von den Freiluftbahnen auf die neue Kunsteisbahn – auch dies brachte einen vorübergehenden Aufschwung. Leider stagnierte dieser wieder. Erst im Winter 1974/75 sorgte eine neue Vereinsführung im KCC für neue Initiativen. Neue Mitglieder wurden geworben, Lehrgänge durchgeführt und Turniere ausgeschrieben. Bald waren es wieder über 100 Curler, die in Kitzbühel ihren Sport ausübten. Man gründete in Kitzbühel einen zweiten Verein, den CC Halali und im benachbarten Kirchberg wurde ebenfalls ein Club gegründet. Bemühungen, auch Seefeld, Zell am See und St. Anton zu interessieren, misslangen zwar, doch das Ziel, einen Verband zu gründen, hatte man klar vor Augen.
1982 wurde der ÖCV in die International Curling Federation (ICF) – heute World Curling Federation (WCF) – aufgenommen. 1988 wurde Günther Hummelt zum Vize-Präsidenten und 1990 zum Präsidenten der World Curling Federation gewählt. Während seiner 10-jährigen Amtszeit als WCF-Präsident gelang es ihm, dass Curling als offizielle olympische Wintersportart anerkannt wurde und bei den Olympischen Winterspielen 1998 in Nagano, Japan erstmals als 7. olympische Wintersportartdabei war.

## Landesverbände
Dem ÖCV gehören die Landesverbände Oberösterreichischer Curling Verband (OÖCV) sowie der Wiener Landesverband für Curling (WLC) an.
| Verein                                   | Gründung | Bundesland       | Kürzel |
| ---------------------------------------- | -------- | ---------------- | ------ |
| Kitzbühel Curling Club                   | 1955     | Tirol            | T      |
| Golf- und Curling Club Kitzbühel         |          | Tirol            | T      |
| 1. NÖ Curling Club Union St. Margarethen | 1986     | Niederösterreich | NÖ     |
| 1. OÖ Curling Club Traun                 | 2002     | Oberösterreich   | OÖ     |
| Danube Curling Club Linz                 | 2014     | Oberösterreich   | OÖ     |
| Curling Club Steyr                       | 2014     | Oberösterreich   | OÖ     |
| Curling für Österreich                   | 2006     | Wien             | W      |
| Ottakringer Curling Club                 | 2007     | Wien             | W      |